# Affordance

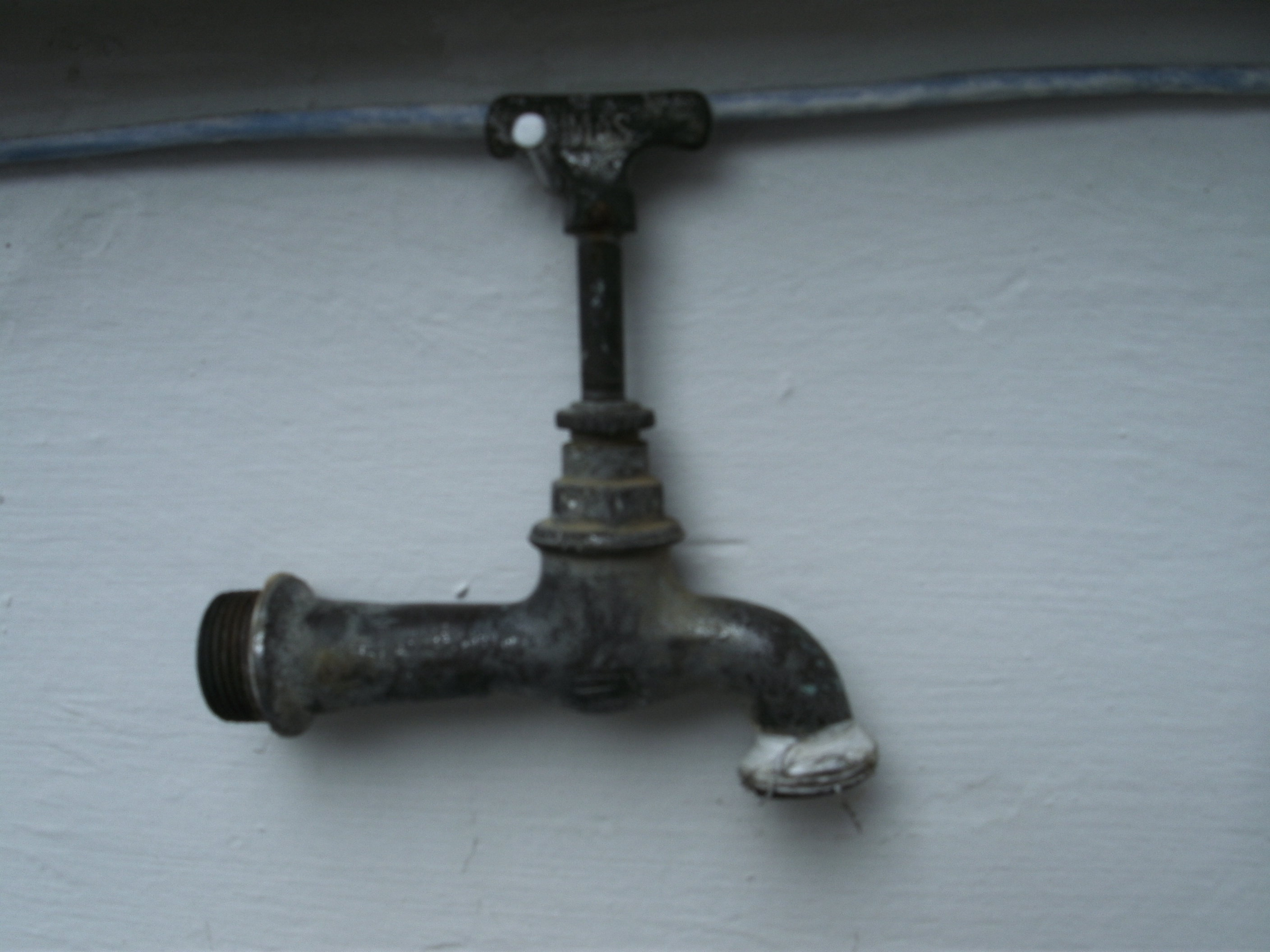
Abrir manualmente uma torneira é um exemplo de affordance.

Affordance termo inglês que significa, atualmente, em português "pregnância" [da forma] 
que é a qualidade de um objeto que permite ao indivíduo identificar sua funcionalidade sem a necessidade de prévia explicação, o que ocorre intuitivamente (por exemplo, uma maçaneta) ou baseado em experiências anteriores (por exemplo, os ícones de um programa de computador, os quais geralmente são escolhidos dentro do universo do nosso cotidiano, de acordo com a função a que se destinam originalmente). Quanto maior for a pregnância de um objeto, melhor será a identificação de seu uso. O termo é utilizado em vários campos, como em psicologia de percepção, psicologia cognitiva, psicologia de ambiente, design industrial, interação homem-computador (I.H.C.), design de interação e inteligência artificial.